# Баски на Филиппинах

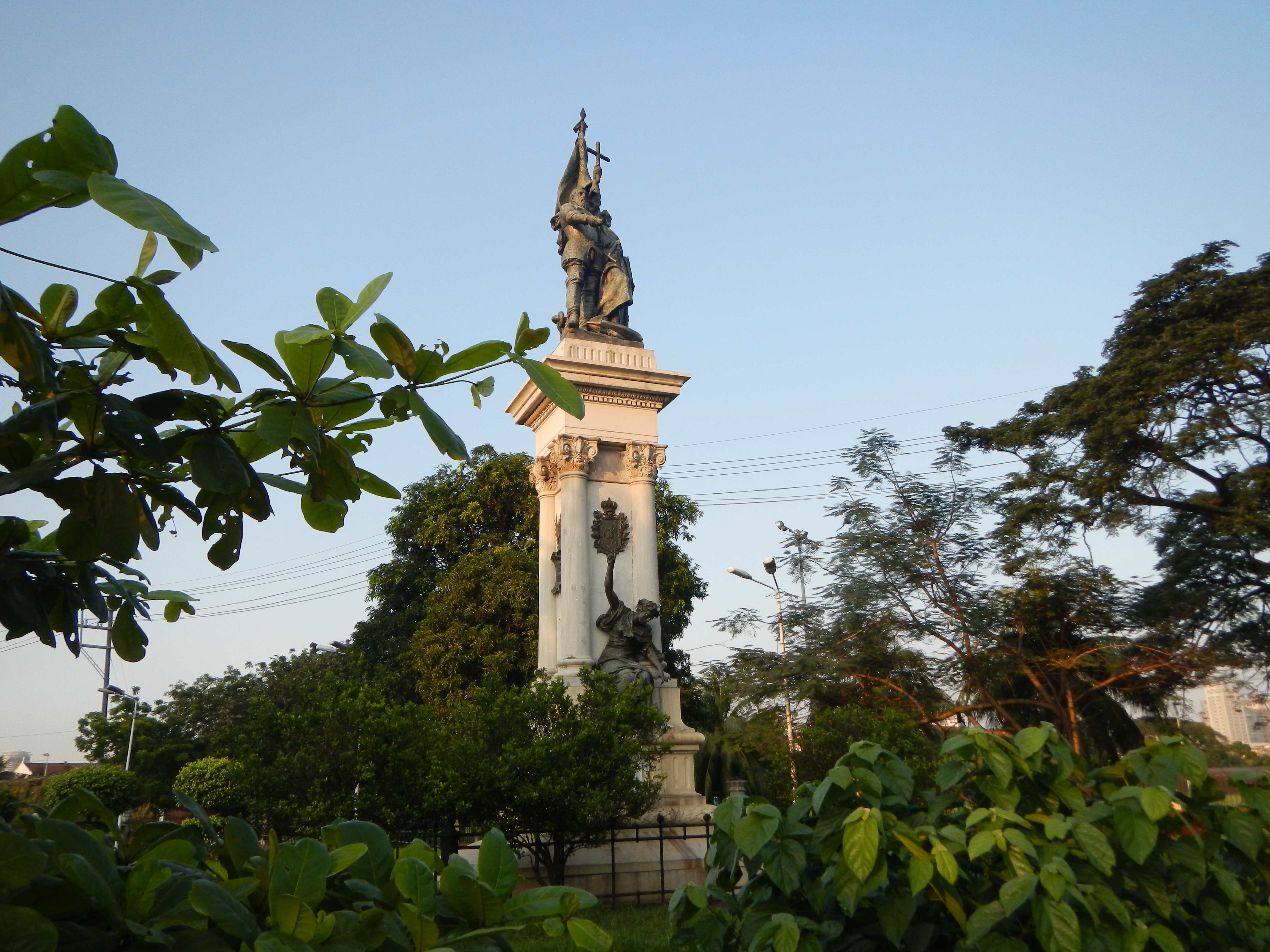
Памятник Мигелю Лопесу Легаспи и Андресу Урданете в Маниле.

Баски на Филиппинах (исп. vasco filipino) — лица баскского происхождения на Филиппинах.

## История
Между 1565 и 1898 годами на Филиппины прибыло много иммигрантов из Страны Басков. Тогдашнее генерал-капитанство Филиппины управлялось Испанской Ост-Индией. С 1821 года архипелаг находился под непосредственным управлением Мадридского правительства.
В отличие от других регионов Испанской империи, баски составляли небольшое меньшинство на Филиппинах, в основном на острова прибывали из Андалусии.
В колониальный период большинство басков были солдатами, моряками, торговцами, миссионерами или священниками. Со временем они стали коренными жителями филиппинского общества. Потомки сегодняшних басков считают себя филиппинцами и сохраняют свое влияние в бизнесе и политике. Абоитис, Собель де Айяла, Аранета, Субири или Осамис по-прежнему являются могущественными кланами.
Баскская культура, хотя и не очень известная публике, имеет некоторое влияние на современных Филиппинах, особенно колбаса чоризо де Бильбао и игра сеста пунта (хай-алай). Однако наиболее значительное влияние сказалось на местной топонимике. Однако, в отличие от Южной Америки, потомки не сохраняют культуру своих предков: у них нет баскского дома, а баскский язык почти не употребляется.

## Баскская топонимика на Филиппинах
- Многие баскские топонимы все еще можно найти на островах. Вот некоторые из них:[5]
- Города и посёлки: Анда, Артече, Аспеита, Лавесарес, Легаспи, Лойола, Мондрагон, Нуэва Бискайя, Орокьета, Отейса, Памплона, Урбистондо, Урданета, Саррага, Сумаррага.
- Улицы Манилы: Айяла, Арлеги, Барренгоа, Бильбао, Гастамбиде, Оскарис, Элисондо, Герника, Дуранго, Эчаге, Гоити и Мендиола.
- Районы Макати: Легаспи, Сальседо и Урданета.